# Bethlen Gábor
Iktári Bethlen Gábor (Marosillye, 1580 – Gyulafehérvár, 1629. november 15.) erdélyi fejedelem (1613–1629), I. Gábor néven megválasztott magyar király (1620–1621), a 17. századi magyar történelem egyik legjelentősebb személyisége. Pályafutása kezdetén híven szolgálta Báthory Zsigmondot, Székely Mózest, Bocskai Istvánt és Báthory Gábort, majd amikor ez utóbbi a Habsburgokkal akart szövetségre lépni, szembefordult vele, és magát választatta fejedelemnek. Uralkodása alatt megszilárdította Erdély helyzetét, az ország gazdasága és kulturális élete egyaránt fejlődésnek indult – ezt az időszakot gyakran „Erdély aranykora” néven említik.

## Élete

### Családja és gyermekkora

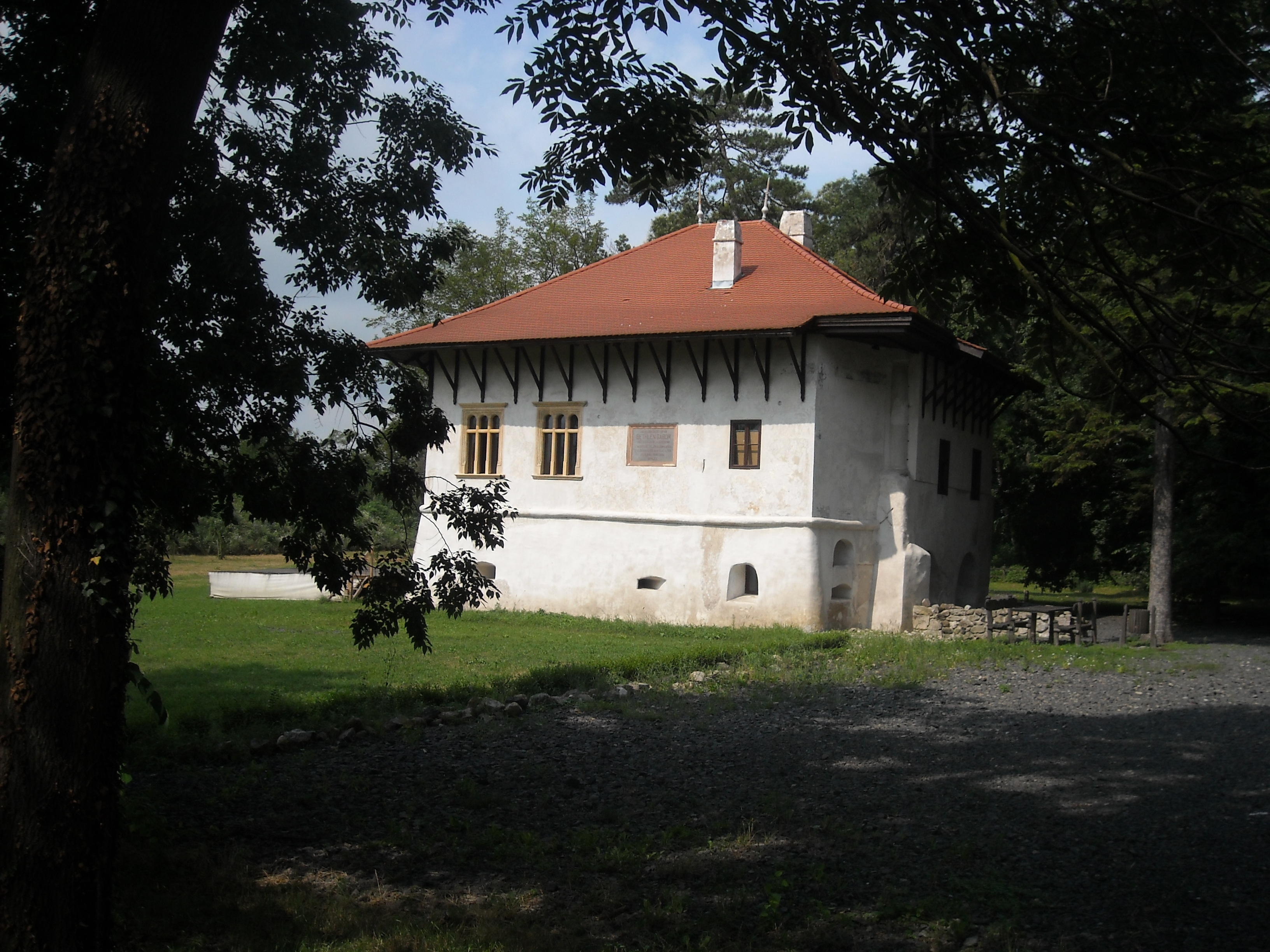
A marosillyei kastély egyedüli megmaradt bástyája

Bethlen Gábor őseinek, a Neczpáli családnak Békés és Zaránd vármegyében voltak birtokaik. A Bethlen család előnevét adó Temes vármegyei Iktárt valószínűleg a 14. században szerezték. Bethlen Gábor azonos nevű nagyapja a mohácsi ütközetben hatszáz lándzsás vitézt vezetett, a csatavesztés utáni belviszályban Szapolyai Jánost támogatta Ferdinánd ellenében. Apja, Bethlen Farkas eleinte Ferdinánd híveként a török elleni harcokban szerzett hírnevet, majd János Zsigmond hívására Erdélybe települt, ahol országos főkapitány lett. Az 1575-ös kerelőszentpáli csatában Báthory István erdélyi fejedelem oldalán vett részt, az itt tanúsított érdemeiért 1576-ban nyerte a marosillyei uradalmat. Bethlen Gábor anyja, Lázár Druzsina gyergyószárhegyi székely lófő családból származott. Bethlen Farkas és Lázár Druzsina gyermekei közül Gáboron kívül csak az 1584-ben született István, a későbbi fejedelem, érte meg a felnőttkort.
A két fiú az apa 1590-ben vagy 1592-ben bekövetkezett haláláig a marosillyei várkastélyban nevelkedett. Noha írni-olvasni megtanultak a szülői háznál, oktatásukban a gyakorlati és katonai tudnivalókra helyezték a hangsúlyt. Bethlen Farkas tervezte ugyan, hogy Gábort a kolozsvári jezsuita akadémiában taníttatja, erre azonban korai halála miatt nem került sor. Mivel Báthory Zsigmond a marosillyei birtokot elvette az árváktól, az özvegy fiaival Gyergyószárhegyre költözött bátyjához, Lázár Andráshoz, és a család ottani kastélyában telepedtek le. Az anya halála után a fiúkat Lázár András nevelte tovább; mivel katonai pályára szánta őket, művelődésükkel nem sokat törődött. Bethlen Gábor utóbb felemlegette, hogy latinra nem tanították; ezt később önerőből valamennyire pótolta.

### Pályafutásának kezdete
Tizenhárom éves korában Gyulafehérvárra ment, hogy elvett birtokait visszakérje Báthory Zsigmondtól. Bocskai István és Lázár András ajánlására a fejedelem befogadta az apródok közé. 1595-ben részt vett a törökök elleni havasalföldi hadjáratban, 1596 nyarán pedig Temesvár sikertelenül végződött ostromában. 1597 elején tagja volt a fejedelmi kíséretnek, amikor Báthory Zsigmond Prágába utazott Rudolf császárhoz, hogy erősítse Erdély szövetségét a Habsburg Birodalommal.
Harcolt Mihály vajda ellen Sellenberknél (1599. október 28.), Miriszlónál (1600. szeptember 18.) és Goroszlónál (1601. augusztus 3.), ez utóbbi csatában már ötvenfős lovascsapatot vezetett. 1599-ben visszakapta apai örökségét, 1600-ban pedig megosztozott öccsével a családi birtokokon. Marosillyét megtartotta, a magyarországi, székelyföldi és szászföldi jószágokat átengedte öccsének, akit ezen felül 1000 arannyal is kárpótolt.
1602-ben a Székely Mózes körül tömörülő párthoz csatlakozott Giorgio Basta ellenében, majd a a július 2-i vesztes tövisi csata után előbb Marosillyére, utána a török fennhatóság alatt álló Temesvárra bujdosott. 1602 elején részt vett Székely Mózes hadjárataiban, támogatta fejedelemmé választását, végül 1603 júliusában Székely Mózes seregében részt vett a Brassó melletti csatában, amely a fejedelem uralmának végét jelentette. A csata után újra török földre, Nándorfehérvárra távozott, hogy a török nagyvezírnél katonai segítséget kérjen, és kieszközölje a szabad fejedelemválasztást. 1603 végén az Erdélyből menekült nemesek Nándorfehérváron fejedelemmé választották, de Bethlen Gábor fiatal korára hivatkozva visszalépett.

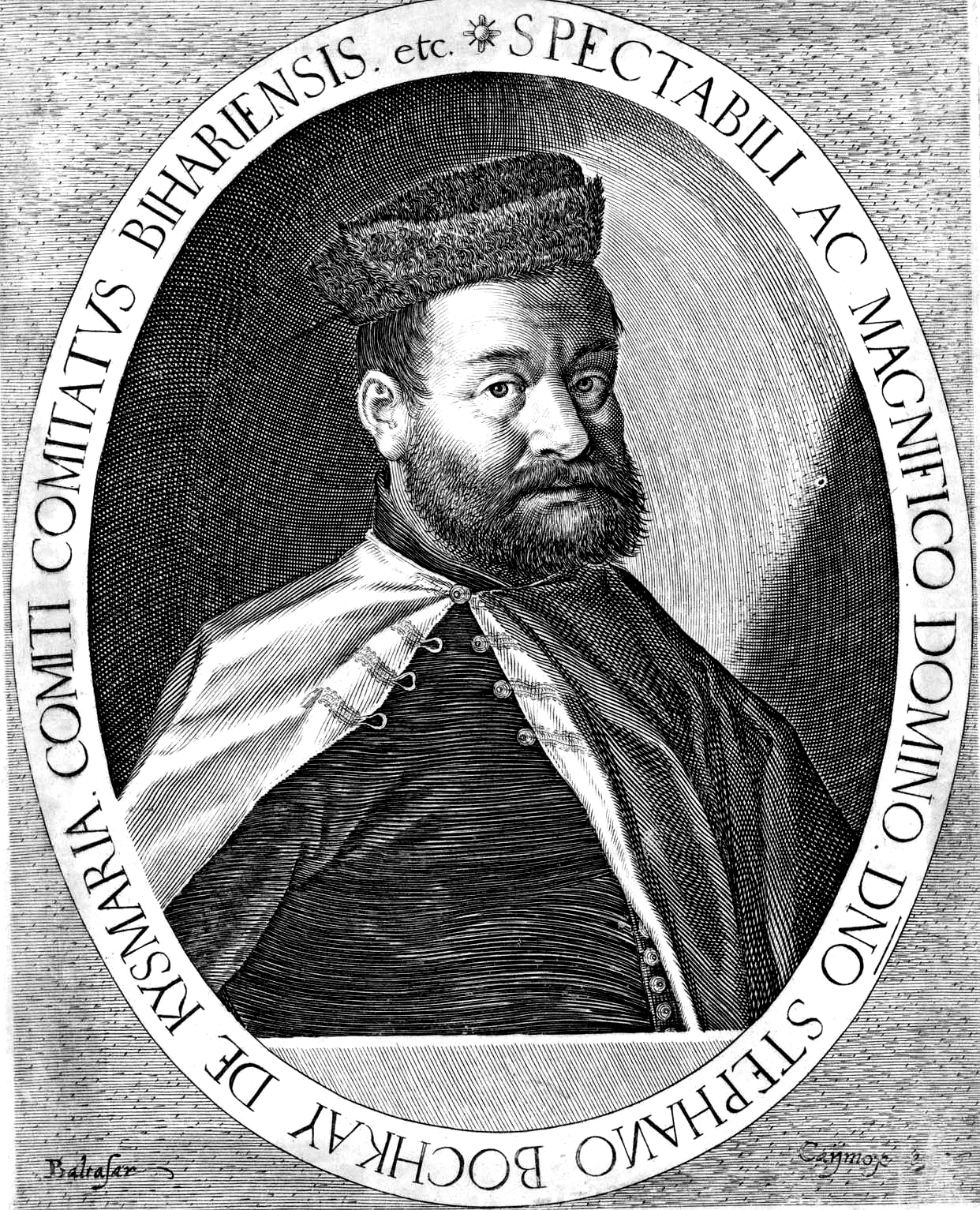
Bocskai István

Noha a tizenöt éves háborúban még a török ellen harcolt; utóbb arra a felismerésre jutott, hogy a két nagyhatalom – a Habsburg Birodalom és az Oszmán Birodalom – között Erdély számára az előbbi a veszélyesebb: míg a bécsi uralom Erdély önálló állami létét veszélyeztette és nem volt képes megvédeni a külső támadásoktól, a törökök nem avatkoztak az ország belügyeibe. Arra törekedett, hogy olyan személy legyen Erdély fejedelme, aki képes és hajlandó fegyveresen szembefordulni a Habsburgokkal, ezért Nándorfehérvárról levelet írt Bocskai Istvánnak, felszólítva őt a fejedelemség és a török segítség elfogadására, illetve a felkelés megindítására: „…hazájának, nemzetének veszedelmét látván elközelíteni, serkenjen fel és kösse fel az harangot.” 1604 őszén, a Bocskai-felkelés megindulása után Bethlen Gábornak fontos szerepe volt abban, hogy a Porta jóváhagyta Bocskai fejedelemmé választását. Ezt nemcsak diplomáciai, hanem hadi eszközökkel is előmozdította: 1605-ben a bujdosók csapatával a Maros völgyében támogatta a Medgyes felé tartó hadvezért. Bocskai uralkodása alatt is külföldi hadjáratot vezetett a fejedelem megbízásából: Ieremia Movilă moldvai fejedelem segítségére kellett mennie hatezer főnyi lovassal.
A Bocskai-szabadságharc alatt, 1605-ben feleségül vette Károlyi Zsuzsannát, Károlyi László szatmári birtokos és Zrínyi Klára egyik árva lányát. A háború miatt az esküvő kitűzött időpontjára (április 24.) a vőlegény nem tudott megjelenni, így a lakodalmat csak augusztusban Kolozsváron tartották meg. A házasság révén Bethlen rokonságba került az egyik legbefolyásosabb partiumi családdal, de magával Bocskaival is. A frigy anyagi gyarapodásához is jelentősen hozzájárult. Károlyi Zsuzsannában hűséges feleségre, gyakorlati segítőre, és lelki társra talált. Mély érzelmeikről egymásnak írt leveleik tanúskodnak, amelyekben „igaz szerelmesem”-nek, „szerelmes szívem”-nek illetve „szerelmes uram”-nak szólították egymást. Legalább három gyermekük született, közülük kettő fiú, Gábor és Mihály. Mindannyian még gyermekként meghaltak.

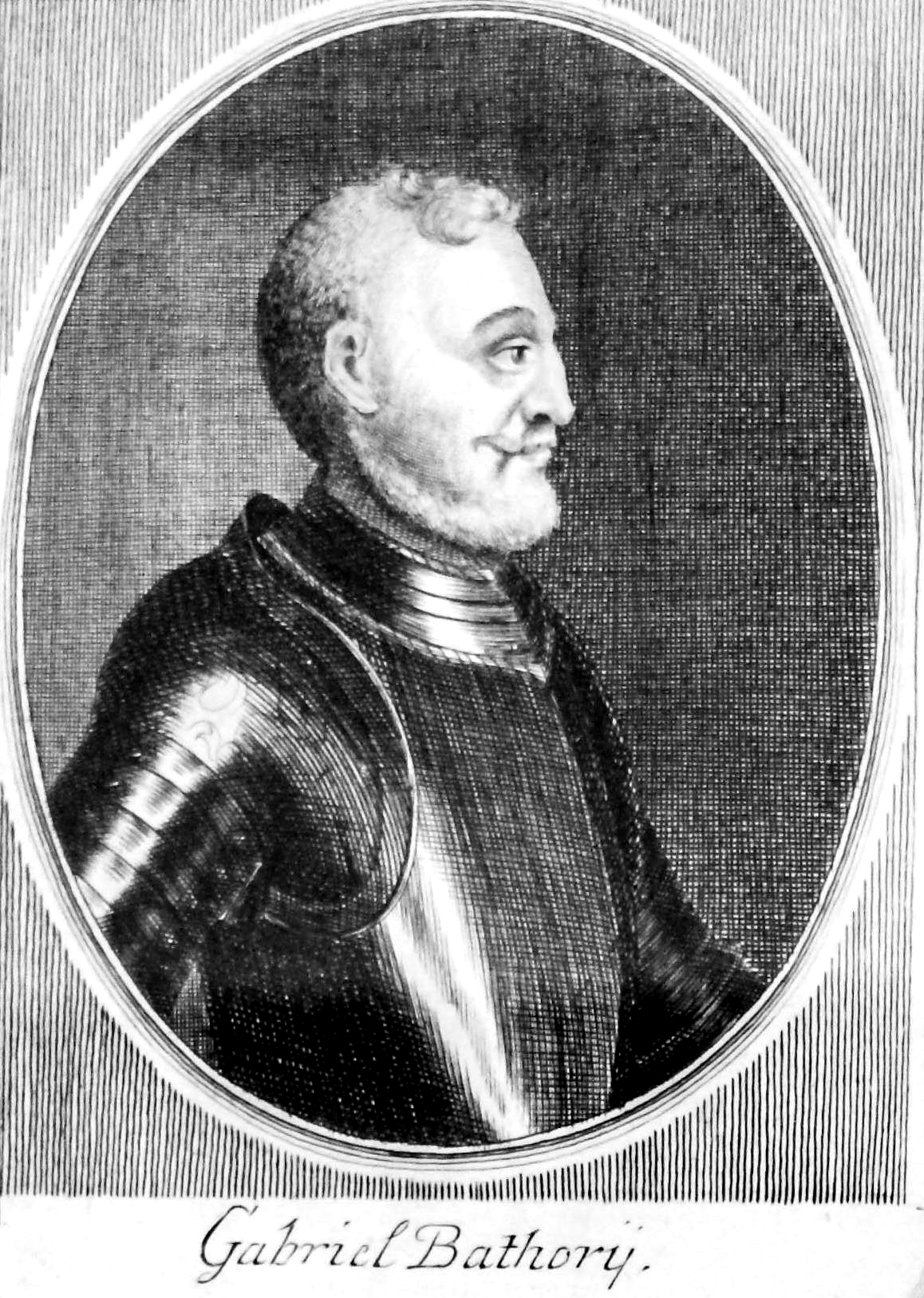
Báthory Gábor erdélyi fejedelem

Bocskai halála után Bethlen Báthory Gábor bizalmas tanácsadója és fejedelemségének előkészítője lett. Az Erdélyt Bocskai kormányzójaként átmenetileg irányító Rákóczi Zsigmondot nem tartotta alkalmasnak a fejedelemségre az ország nem ismerése miatt, Báthory támogatásával pedig – másokkal együtt – azt remélte, hogy a tekintélyes Báthori-családból származó tehetséges ifjú fejedelem híres elődeihez méltó uralkodóvá válik. Ugyanakkor Bethlen saját befolyását is érvényesíteni akarta, és saját anyagi érdekeit sem vesztette szem elől. Rákóczi uralkodása idején Bethlen távozott Erdélyből, és Ecseden Báthory Gábor szolgálatába állt, a fejedelem lemondása után pedig ismét Báthory Gábor megválasztását segítette. 1608-ban Erdélybe utazott, és sikerült is Petki János kancellárt és a rendek nagyobb részét Báthory pártjára állítania, Báthory megválasztása és beiktatása után pedig a porta jóváhagyását és az ország három évi adójának elengedését is megszerezte neki.
Báthory Gábor uralkodása azonban nem váltotta be az őt megválasztók reményeit: pazarlásával és felelőtlen életmódjával elégedetlenné tette a városi polgárságot, Nagyszeben elfoglalásával maga ellen fordította a szász univerzitást, meggondolatlan hadjárataival veszélybe sodorta az országot. Bethlen Gábor kezdetben jó hatással volt a fiatal fejedelemre, aki szolgálatai elismeréséül tanácsosává, 1609-ben az udvari lovasság főkapitányává, azaz főgenerálissá és Hunyad vármegye főispánjává, 1610-ben Csík-, Gyergyó- és Kászonszék kapitányává nevezte ki. Erdély külső helyzetének megszilárdítása érdekében több diplomáciai küldetést teljesített, de részt vállalt a belpolitikai feszültségek megoldásában is. Ott volt a fejedelem mellett Szeben elfoglalásánál, elkísérte a havasalföldi hadjáratba, részt vett a Radu Șerban havasalföldi fejedelem elleni brassói csatában is, és ő hívta Báthori megmentésére a temesvári pasát. Kitartott a fejedelem mellett annak ellenére, hogy helytelenítette életmódját és politikáját, mert nem akarta pártütésével az ország romlását okozni. Amikor azonban 1611-ben a fejedelem a Habsburgokhoz való közeledés politikáját kezdeményezte, és hadseregét a törökök ellen gyűjtötte össze, Bethlen figyelmeztette a temesvári pasát a várható fordulatra. Levele azonban Báthory kezébe jutott, így kegyvesztetté lett, 1612 szeptemberében pedig a fejedelem már meg is akarta öletni. Ekkor Bethlen Temesvárra menekült, és nyíltan szakítva Báthorival, Mehmed beglerbéggel kötött szövetséget a fejedelem eltávolítására.
A következő egy évben Bethlen Gábor saját fejedelemmé választását készítette elő. Először sorra látogatta a hódoltsági török pasákat (Temesvár, Kanizsa, Buda, Nándorfehérvár), mivel tudta, hogy a Porta döntéseit a területileg illetékes vezetők befolyásolják. Thurzó György nádornak levelet írt, amelyben elmagyarázta indítékait, és kérte támogatását. 1613 februárjában Drinápolyba érkezett, ahol pártfogói kieszközöltek számára egy kihallgatást I. Ahmed szultánnál. A szultánt Bethlen irányába hangolta egyrészt az a hír, hogy Báthory Gábor szövetséget kötött II. Mátyással, másrészt az Erdélyből folyamatosan érkező panaszok, de sokat nyomott a latban török támogatóinak a befolyása is. 1613 áprilisának végén a fővezér a dívánban Bethlent Erdély fejedelmének nevezte, és május 1-jén Bethlen megkapta az írásbeli döntést is. Szkender pasa, Magyar Ogli Ali szilisztrai pasa, Sahin Giráj tatár kán, valamint a moldvai és havasalföldi fejedelmek utasítást kaptak, hogy Bethlent kísérjék el Erdélybe. 1613. október 21-én a kolozsvári országgyűlés felmentette Báthory Gábort, és október 23-án Bethlen Gábort választotta fejedelemmé.

### Erdély fejedelme

#### A hatalom megszilárdítása (1613–1619)
A Bethlen uralkodása előtti huszonöt év külső és belső háborúskodással telt el, amely a lakosság számának csökkenését is eredményezte. A rendek nagy reménységeket fűztek Bethlenhez, ugyanakkor megválasztását kemény, addig példa nélkül álló feltételekhez kötötték, fenntartva maguknak az ellenállás lehetőségét. Bethlen türelemmel látott hozzá a belpolitikai helyzet stabilizálásához. Báthory Gábor híveit észérvekkel hódoltatta meg, a szász univerzitás jogait helyreállította, a katolikusok ellen 1610-ben hozott intézkedéseket enyhítette. 1616-ban kettő kivételével megkegyelmezett az ellene áskálódó uraknak (Keresztesi Pál, Kornis Zsigmond, Szilvási Boldizsár, Kálnoki János, Daczó Pál, Johann Benkner).
1616. november végén hadjáratot indított az Erdélybe több ízben betörő hajdúk ellen. Miután elfoglalta Ecsed, Szilágysomlyó és Szilágycseh várát, fegyverszünetet kötött, és a magyarországi rendek megígérték, hogy a további támadásokat meg fogják akadályozni.

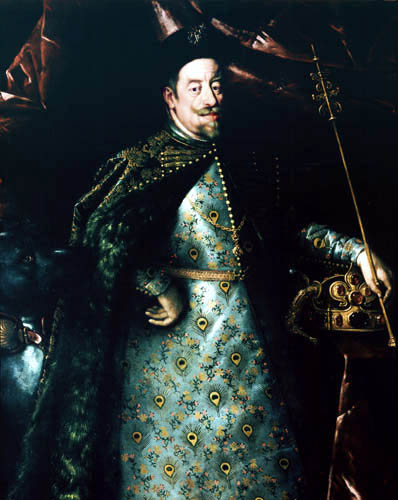
Hans von Aachen: II. Mátyás király, 1612

Központosított államszervezetet épített ki, ezzel párhuzamosan arra törekedett, hogy pénzügyi helyzetét megszilárdítsa. A kincstári jövedelmekről pontos összeírást készíttetett, és felülvizsgáltatta az 1588 óta történt adományozásokat, csak azokat erősítve meg, amelyeket az ország szolgálatában szerzett érdemekért juttattak. A boszorkányperek során Török Katától, Iffju Katától és Báthory Annától elkobzott birtokok szintén a kincstárt erősítették.
II. Mátyás eleinte nem akarta Bethlent fejedelemként elismerni, azonban sem a német rendek, sem a magyarországiak nem voltak hajlandóak Erdély megszerzéséért háborúba bocsátkozni. Így hosszas tárgyalások után, amelyeken az erdélyi fejedelmet Péchi Simon kancellár, Balassi Ferenc és Borsos Tamás képviselték, 1615. május 6-án megszületett az első nagyszombati egyezmény, amelyben Bécs elismerte Bethlen fejedelemségét, visszaadta Husztot és Kővár várát Máramarossal együtt, megtartotta viszont Nagybányát. Az 1617. július 31-iki második nagyszombati egyezmény lényegében megerősítette az elsőt, a részletes feltételeket az 1619. március 26-án lezárt nagykárolyi értekezlet rögzítette.
A Porta jóindulatát 1616-ban Lippa várának átadásával biztosította; a sokáig halogatott, és végül kényszerűségből megtett lépés miatt számos kortárs és történetíró kritikáját vonta magára. Sikeresen kivonta magát azonban a törökök azon parancsa alól, hogy hadjáratot indítson Moldvába, a lengyelek által uralomra juttatott Alexandru Movilă ellen. A törökök által szintén követelt Jenő várának átadását is sikerült elkerülnie.

#### Erdély aranykora (1619–1626)

##### Külpolitika

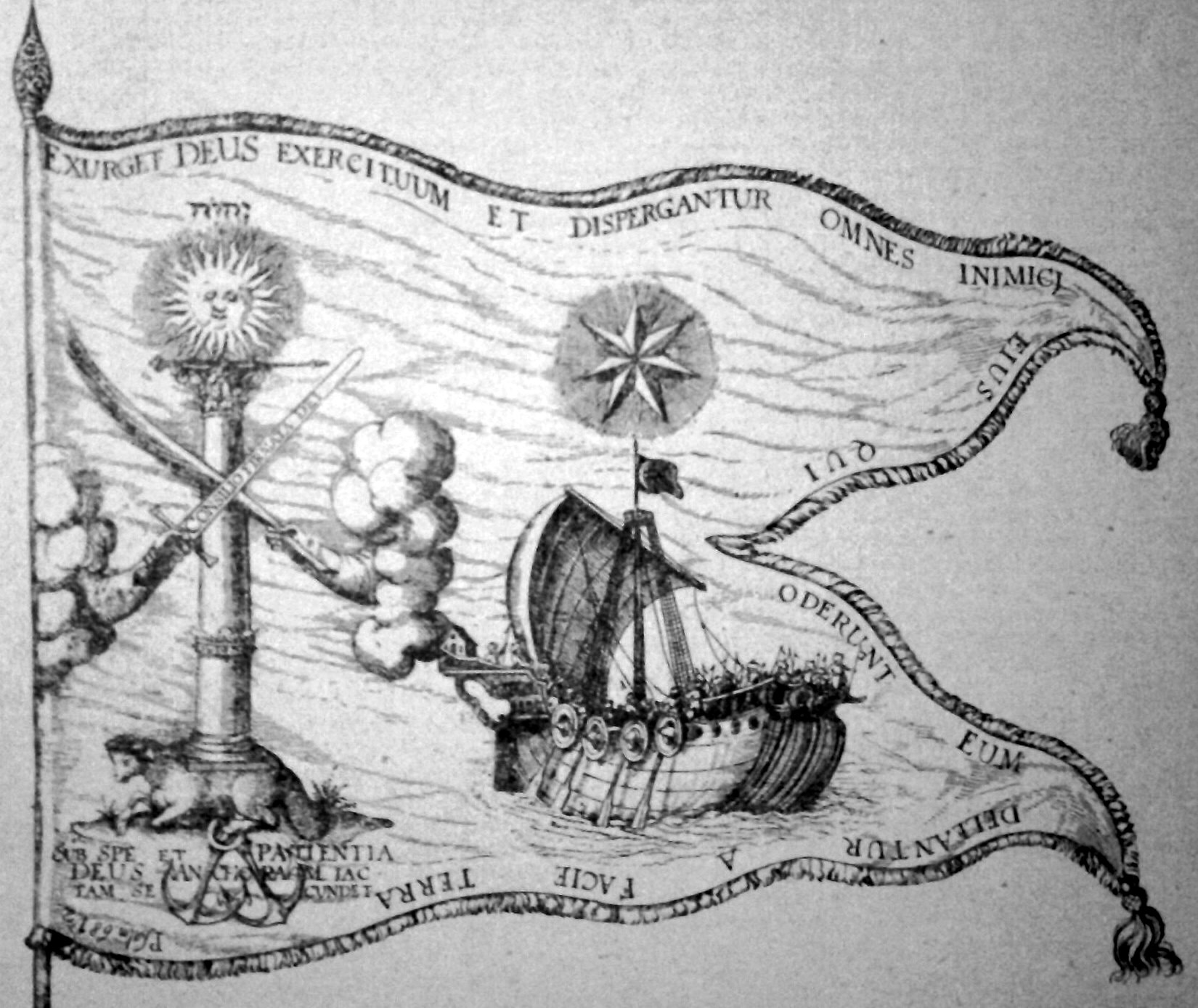
Bethlen Gábor királyi zászlaja 1620-ból

A harmincéves háború kitörése alkalmat adott arra, hogy megindítsa a harcot a Habsburgok ellen. 1619-ben, szövetkezve a cseh protestáns rendekkel, elfoglalta a királyi Magyarországot, és november 27-én csapatai már elfoglalták Bécs elővárosát, Kaiserebersdorfot, megkezdődött Bécs körülzárása. Ekkor értesült arról, hogy Homonnai György Lengyelországból betörve hátbatámadta, és kénytelen volt visszavonulni, hogy szétverje a betörő hadakat. A besztercebányai országgyűlés 1620. augusztus 25-én magyar királlyá választotta, a csehek fehérhegyi veresége után azonban kénytelen volt a császárral béketárgyalást kezdeni. 1621. december 31-én a nikolsburgi békében lemondott a királyi címről, ennek fejében viszont megkapta a német-római birodalmi hercegi címet, valamint a hét felső-tiszai vármegyét és Oppeln-Ratibor sziléziai hercegségeket. Második Habsburg-ellenes hadjáratával, 1624-ben újabb eredményt nem ért el, 1624. május 8-án a bécsi békében lemondott sziléziai birtokairól.
Ezután kísérletet tett a bécsi udvarhoz való közeledésre, török elleni szövetséget ajánlott II. Ferdinándnak, ha kezébe adják az ország kormányzását és feleségül kapja a 13 éves Cecília Renáta Habsburg osztrák főhercegnőt (első felesége 1622-ben meghalt). Ajánlatát azonban elutasították.
Széles Habsburg-ellenes nemzetközi koalíciót próbált létrehozni a nyugat-európai országok és a kelet-európai népek között. A protestáns hatalmakkal létesített kapcsolatainak megszilárdítására 1626. március 1-jén feleségül vette György Vilmos brandenburgi választófejedelem húgát, Brandenburgi Katalint, és 1626-ban belépett a protestáns hatalmak westminsteri szövetségébe. Ugyanebben az évben Ferdinánd elleni hadjáratában kiszorította Magyarországról Wallenstein seregét, de a külföldi segítség elmaradása miatt meg kellett kötnie a pozsonyi békeszerződést, amely lényegében a korábbi békekötéseket erősítette meg. További terveinek megvalósítását, amelyek svéd és orosz szövetségben a lengyel korona megszerzésére irányultak, 1629. november 15-én bekövetkezett halála akadályozta meg.

##### Belpolitika és gazdasági élet
Az ipar és a kereskedelem előmozdítására merkantilista jellegű gazdaságpolitikát kezdeményezett s országába külföldi iparosokat telepített (morva anabaptisták). Hatalmát nem az adózásra építette, hanem a fejedelmi hatáskör észszerűbb kihasználására. Tovább fejlesztette a nemesfémbányászatot, külföldről jó szakembereket hívott be. A kereskedelmet fellendítette, jó pénzt veretett, és a sokirányú áruforgalmat úgy szabályozta, hogy letiltotta a legfontosabb árucikkek kivitelét – maga járt elő jó példával a felvásárlásukkal-, hogy kedvezőbb áron tudják eladni külföldön, amikor hiány lép fel azokból.

##### Vallás és művelődés

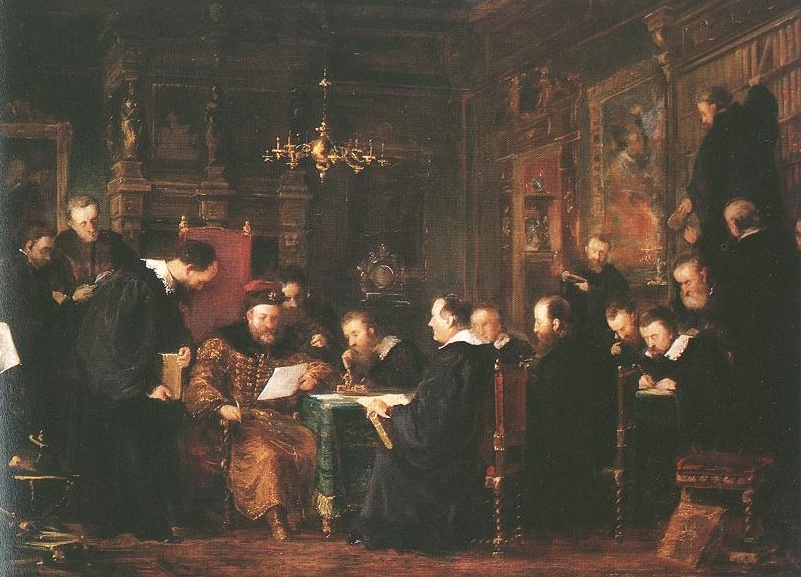
Bethlen Gábor tudósai között (Dósa Géza festménye, 1870)

Gyulafehérvári udvarát politikai és művelődési központtá fejlesztette, ugyanitt 1622-ben református főiskolát is alapított. Támogatta a magyar diákok külföldi tanulmányait (peregrináció), főleg a polgári fejlődés élén járó Hollandiában és Angliában. Külföldről zenészeket, festőket, táncosokat és egyéb művészeket hívott be.

### Halála és utódai
Bethlen Gábor egészségét ugyanakkor felőrölte sokoldalú és rendkívül aktív tevékenysége, teste és lelke fáradtsága pedig már 49 esztendősen sírba juttatta őt.
Második házassága előtt öccsét Bethlen Istvánt szánta utódjának, neveltetéséről is ennek megfelelően gondoskodott.
Felesége, Brandenburgi Katalin, akit 1626 májusában a gyulafehérvári országgyűlés utódlási joggal ruházott fel (öccsével, Istvánnal együtt), férje halála után csak néhány hétig ült a fejedelmi székben.

## Emlékezete

2013. október 23-án felavatott szobra Kolozsváron a Kétágú református templom udvarán (Péterfy László alkotása)

Mind a kortársak, mind az utókor véleménye megoszlott Bethlen Gábort illetően. A 17. században az általa támogatott írástudók, Habsburg-ellenes főurak és a protestáns papok (például Keserüi Dajka János, Bojthi Veres Gáspár) nemzeti szabadsághősnek, a katolikus papok és a Habsburg-párti nemesség (például Esterházy Miklós nádor, Pázmány Péter) a kereszténység árulójának tekintették. A kutheránus szász polgárság nem rajongott érte; Georg Krauss több olyan intézkedését említette, amivel ártott a szász városoknak és mesterembereknek. A kortársak róla alkotott pozitív képét a Cs. Szabó László és Makkai László szerkesztette Erdély öröksége IV. kötetében (A fejedelem 1613–1629), 1941-ben megjelent kötet gyűjtötte össze.
A 19. században Horváth Mihály, Kővári László és Szilágyi Sándor szintén a fejedelem pozitív megítélését erősítették, Szalay László és Anton Gindely viszont érdemei elismerése mellett több kritikát is megfogalmazott; Angyal Dávid pedig kiegyensúlyozott, túlzásoktól mentes képet rajzolt róla.Olyan munkák is megjelentek, amelyek az ellenreformáció stílusában túlzóan lesíújtó véleményt fogalmaztak meg Bethlenről, például Dudek Jánosé.
A 20. század elejétől kezdve elkezdődött a Bethlen-kultusz széles körben való terjesztése. 1902-ben szobrot kapott Budapesten, ezt  Ferenc József ajándékozta a fővárosnak. Bethlen fejedelemmé választásának 300. évfordulója alkalmából, 1913–1914-ben a református középiskolákban és erdélyi városokban számos megemlékezést tartottak, és kiállításokat rendeztek.
A két világháború közötti években Móricz Zsigmond Erdély-trilógiájával (1922–1935) és Szekfű Gyula Bethlen Gábor című monográfiájával (1929) egy időben Makkai Sándor Egyedül című nagyszabású tanulmányában (1929) kereste és lelte meg az eszmei eligazítást a fejedelem egyéniségének megragadásához. Szekfű Gyula a Bethlen-ellenes vonulatot képviselte, ezért művével Rugonfalvi Kiss István több írásában polemizált. A vitához Bethlen mellett hozzászólt Hajnal István és Makkai Sándor, ellene pedig Balthazár Dezső.
A nagyenyedi Bethlen Kollégium fennállásának 300., illetőleg Bethlen halála 300. évfordulója alkalmával Áprily Lajos (A fejedelemhez), Dánér Lajos (Keserű szavak Bethlen Gáborhoz), Gergely Ferenc (Bethlen Gáborhoz), Kádár Géza (Bethlen Gábor), Maksay Albert (Bethlen Gábor), Reményik Sándor (Az álorcás magyar) verssel, Makkai Sándor regénnyel és elbeszéléssel (Ördögszekér, A fejedelem rózsái), Bánffy Miklós (Ellenségek), Gulácsy Irén (Bethlen Gábor, az ember), Gyallay Pap Domokos (Kölönte sípja) elbeszéléssel, illetve adomák füzérbe szedésével idézte emlékét. Bíró Vencel Bethlen Gábor és az erdélyi katholicizmus című tanulmányában a fejedelem egyház- és valláspolitikáját ismertette. Kristóf György két tanulmányban (Bethlen Gábor és a magyar irodalom, Bethlen Gábor alakja az egykorú német népköltészetben) a fejedelem személyiségét rajzoló szépirodalmi műveket vette számba annak uralkodásától egészen az évfordulóig.
Bitay Árpád a fejedelem gyermekkorára vonatkozó szegényes ismereteinket gyarapította (Egy adat a hároméves Bethlen Gáborról), Szabó T. Attila pedig a gyulafehérvári Batthyaneum tulajdonában levő Batthyány-kódex elemzése alapján írt a fejedelem ismeretlen kéziratos énekeskönyvéről (Bethlen Gábor elveszett kéziratos graduálja).
A fejedelem átgondolt, nagyvonalú művelődéspolitikáját illetően erdélyi levéltárak mélyéről roppant gazdag anyagot hozott felszínre Herepei János (Bethlen művelődéspolitikája és az új értelmiség kiképzése. Adattár a XVII. századi szellemi mozgalmaink történetéhez. I. Budapest–Szeged 1965). Bethlen Gábornak a székelységgel kapcsolatos politikáját az 1614-es katonai összeírás adatai feldolgozásával Imreh István és Pataki József ismerteti a Székely felkelés 1595–1596 (1979) című gyűjteményes kötetben (A székely falu gazdasági-társadalmi szerkezete a XVI. század végén és a XVII. század elején).

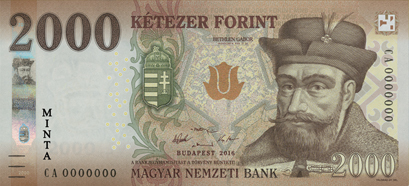
Arcképe a kétezer forintos bankjegyen

Bethlen Gábor emlékezete különösen elevenen él az 1622-ben alapított Bethlen Kollégiumban; az 1658-ig Gyulafehérvárott működő, majd 1662-ben Nagyenyeden újjászülető kollégium tanárai és tanítványai minden időben megkülönböztetett tisztelettel ápolták az alapító emlékét. Apáczai Csere János, Pápai Páriz Ferenc, Bod Péter, Szász Károly, P. Szathmáry Károly, Váró Ferenc nyomába szegődve, a kollégiumalapításnak egész Erdélyre kisugárzó művelődéstörténeti szerepét, századokon keresztül megőrzött és korszerűen továbbfejlesztett jellemformáló erejét Sütő András rajzolta meg Nagyenyedi fügevirág című vallomásos esszéjében.
Jakó Zsigmond és Juhász István Nagyenyedi diákok 1662–1848 című könyve a fejedelem halálának 350. évfordulója alkalmából a kollégiumi diákélet történeti alakulásának bemutatásával és az 1662 és 1848 között Nagyenyeden tanult diákok névsorának közzétételével arról tesz tudományosan megalapozott bizonyságot, hogy Bethlen iskolapolitikája Erdély általános pallérozódását, Európával való lépéstartását és a világi tanult réteg számának szüntelen gyarapodását eredményezte.
A Bethlen Gábort idéző munkák sorában tekintélyes helyet foglalnak el a könyvtárával és könyvgyűjtésével foglalkozó írások. A Szenczi Molnár Alberttől, Kemény János fejedelemtől reánk maradt tudósításokat egészítették ki és helyezték új megvilágításba a legújabb kutatások. Vita Zsigmond tanulmányai a Tudománnyal és cselekedettel (1968) című kötetben és az Utunk 1979/50-es számában (Bethlen Gábor szellemi arcképéhez, Bethlen Gábor könyvtára) és Jakó Zsigmondnak új, termékeny szempontokat érvényesítő dolgozatai az Írás, könyv, értelmiség (1976) c. kötetében (A nagyenyedi Bethlen Kollégium könyvtárának kezdetei és első korszaka 1622–1658, A nagyenyedi Bethlen Kollégium régi könyvtárának kéziratos ritkaságairól) a fejedelem könyvszeretetét, a fejedelmi könyvtár létrehozását és az ebből kifejlődő kollégiumi könyvtár történelmileg bejárt útját és a tudományos életben betöltött szerepét ismertetik.
Bethlen Gábor emlékét ápolják a fejedelem nevét felvett művelődési szervezetek és intézmények is (Bethlen Kollégium, Bethlen Könyvtár, Bethlen-nyomda).
Alakjával a szépirodalomban is foglalkoztak. Bródy Sándor 1902-ben A fejedelem címmel színdarabot írt Bethlen korai éveiről. A darabból készült tévéfilmben a címszerepet Bessenyei Ferenc játszotta. 
1971-ben Martti Santavuori dolgozta fel a fejedelem életét és korát egy nagyregényben, ami magyar fordításban is megjelent (A fejedelem útja, Európa, Budapest, 1976. és Intermix, Ungvár, 1993).

## Származása

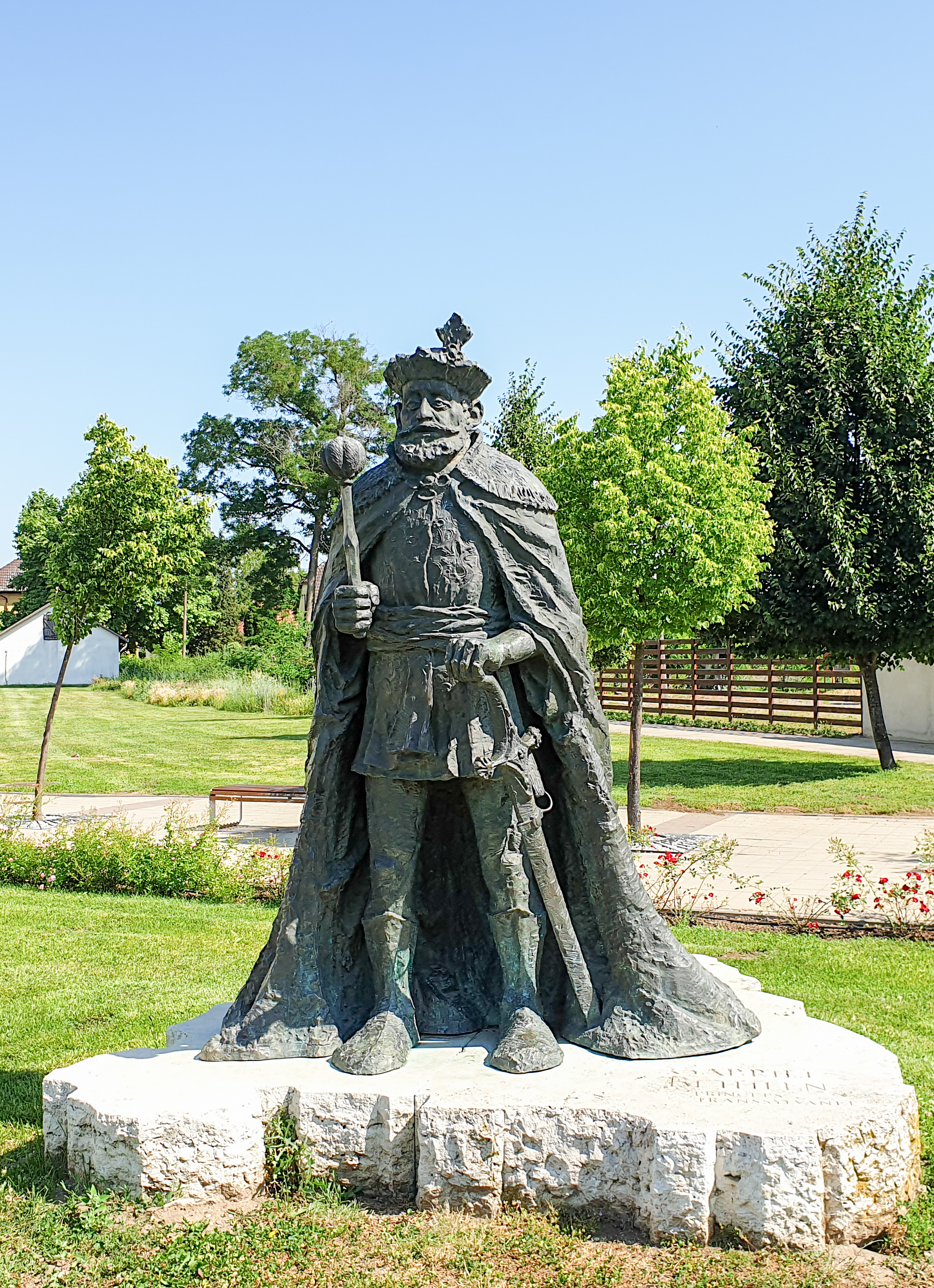
Szobra Nyírbátorban

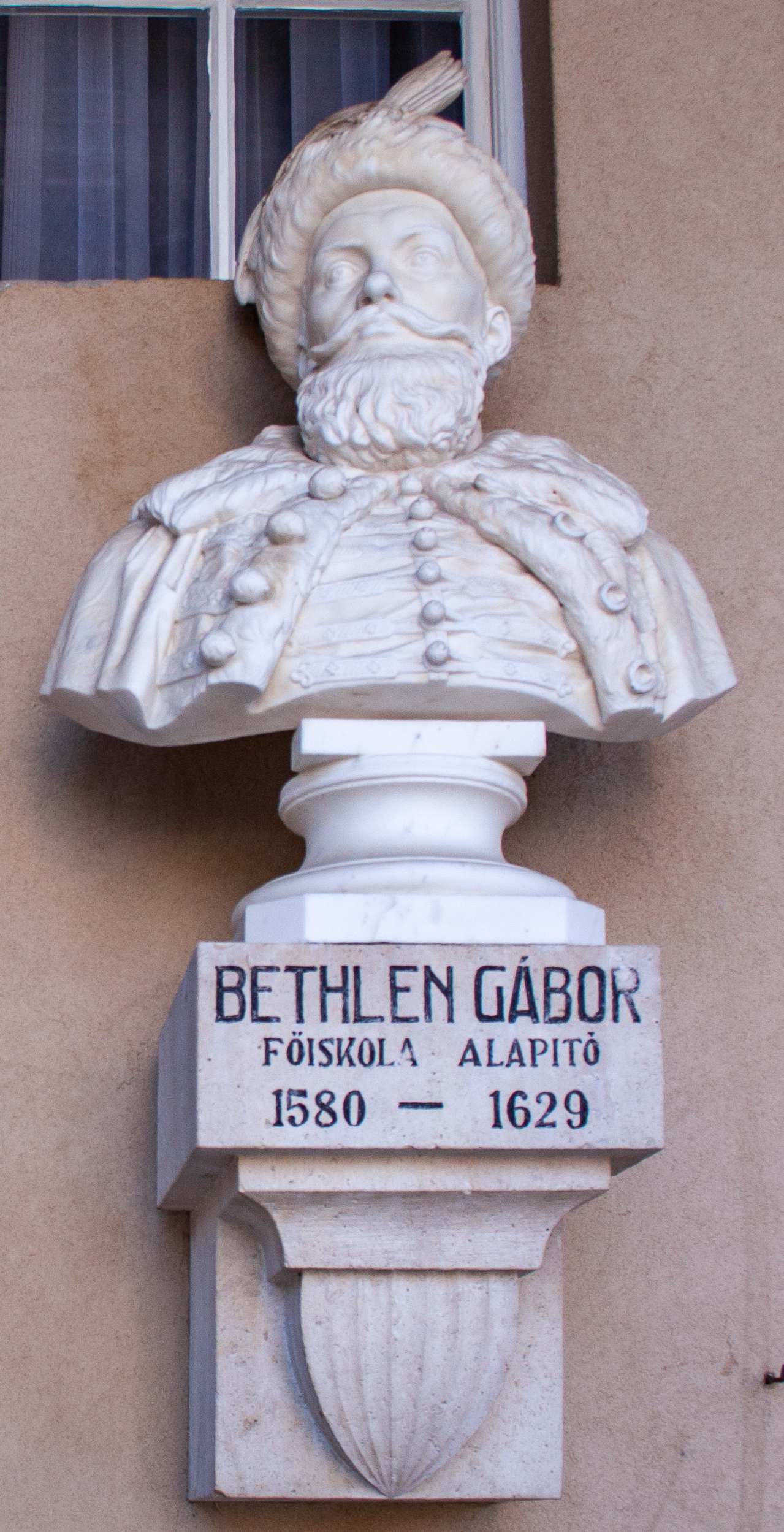
Mellszobra a szegedi Dóm téren

| Bethlen Gábor (Marosillye, 1580.– Gyulafehérvár, 1629. nov. 15.) erdélyi fejedelem | Apja: Bethlen Farkas (1530 körül– 1590 vagy 1592) | Apai nagyapja: Bethlen Gábor           | Apai nagyapai dédapja: Bethlen Domokos |
| Bethlen Gábor (Marosillye, 1580.– Gyulafehérvár, 1629. nov. 15.) erdélyi fejedelem | Apja: Bethlen Farkas (1530 körül– 1590 vagy 1592) | Apai nagyapja: Bethlen Gábor           | Apai nagyapai dédanyja: Kasza Ágnes    |
| Bethlen Gábor (Marosillye, 1580.– Gyulafehérvár, 1629. nov. 15.) erdélyi fejedelem | Apja: Bethlen Farkas (1530 körül– 1590 vagy 1592) | Apai nagyanyja: Kinisy N.              | Apai nagyanyai dédapja: n.a.           |
| Bethlen Gábor (Marosillye, 1580.– Gyulafehérvár, 1629. nov. 15.) erdélyi fejedelem | Apja: Bethlen Farkas (1530 körül– 1590 vagy 1592) | Apai nagyanyja: Kinisy N.              | Apai nagyanyai dédanyja: n.a.          |
| Bethlen Gábor (Marosillye, 1580.– Gyulafehérvár, 1629. nov. 15.) erdélyi fejedelem | Anyja: szárhegyi Lázár Druzsina                   | Anyai nagyapja: szárhegyi Lázár István | Anyai nagyapai dédapja: Lázár János    |
| Bethlen Gábor (Marosillye, 1580.– Gyulafehérvár, 1629. nov. 15.) erdélyi fejedelem | Anyja: szárhegyi Lázár Druzsina                   | Anyai nagyapja: szárhegyi Lázár István | Anyai nagyapai dédanyja: Apaffy Klára  |
| Bethlen Gábor (Marosillye, 1580.– Gyulafehérvár, 1629. nov. 15.) erdélyi fejedelem | Anyja: szárhegyi Lázár Druzsina                   | Anyai nagyanyja: Bogáthy N.            | Anyai nagyanyai dédapja: n.a.          |
| Bethlen Gábor (Marosillye, 1580.– Gyulafehérvár, 1629. nov. 15.) erdélyi fejedelem | Anyja: szárhegyi Lázár Druzsina                   | Anyai nagyanyja: Bogáthy N.            | Anyai nagyanyai dédanyja: n.a.         |